# Nikola Jambor
Nikola Jambor (25 september 1995) is een Kroatisch profvoetballer.

## Biografie
Jambor begon zijn carrière in zijn thuisstad Koprivnica bij NK Slaven Belupo Koprivnica. In augustus 2016 tekende Jambor een contract bij Sporting Lokeren.

## Statistieken
| Seizoen | Club                        | Land    | Competitie         | Wedstrijden | Doelpunten |
| ------- | --------------------------- | ------- | ------------------ | ----------- | ---------- |
| 2014/15 | NK Slaven Belupo Koprivnica | Kroatië | Prva HNL           | 10          | 0          |
| 2015/16 | NK Slaven Belupo Koprivnica | Kroatië | Prva HNL           | 26          | 0          |
| 2016/17 | Sporting Lokeren            | België  | Jupiler Pro League | 1           | 0          |
|         |                             |         | Totaal             | 37          | 0          |